# Talat N’Yaaqoub

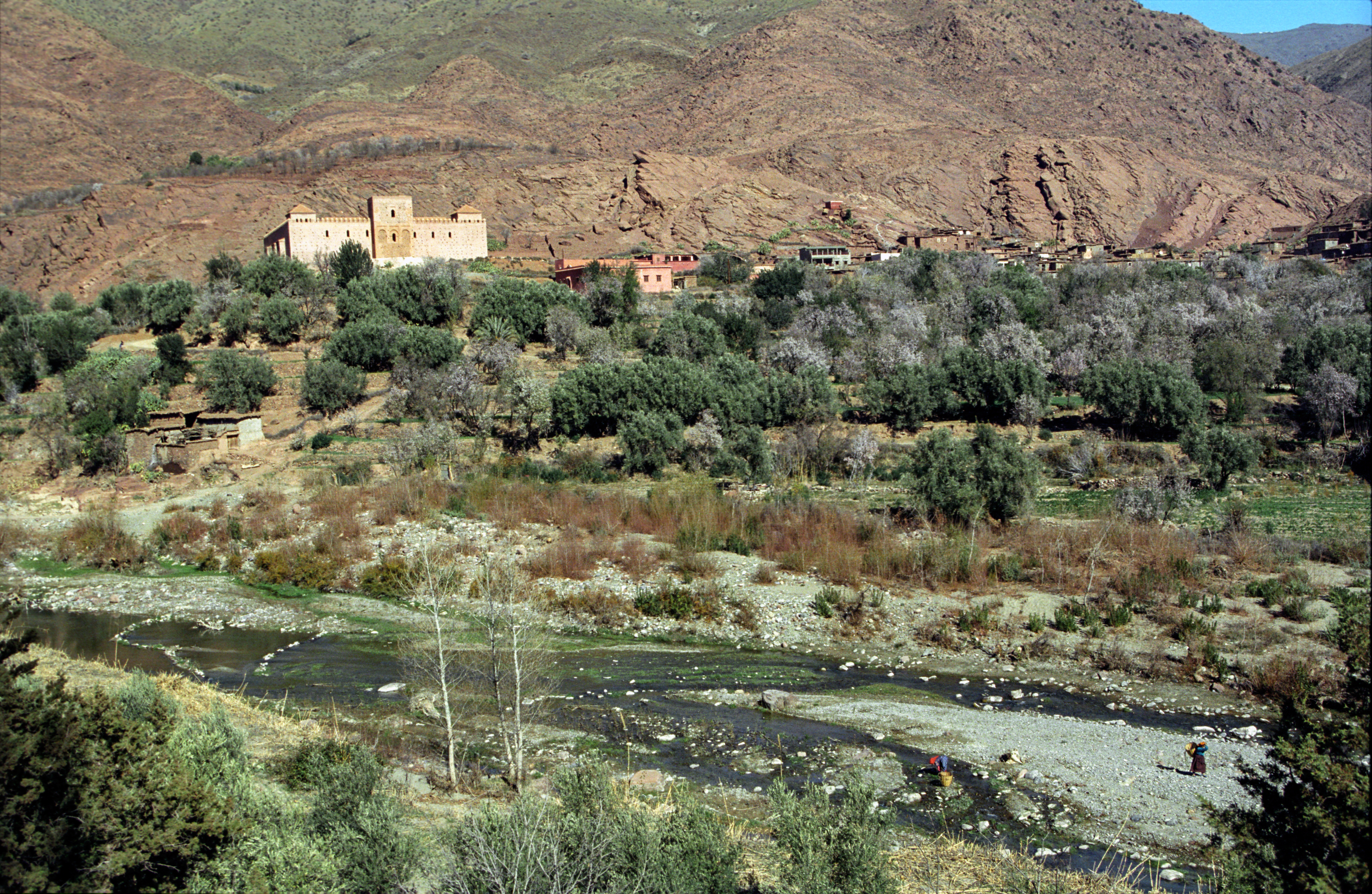
Oued Nfiss und Moschee von Tinmal

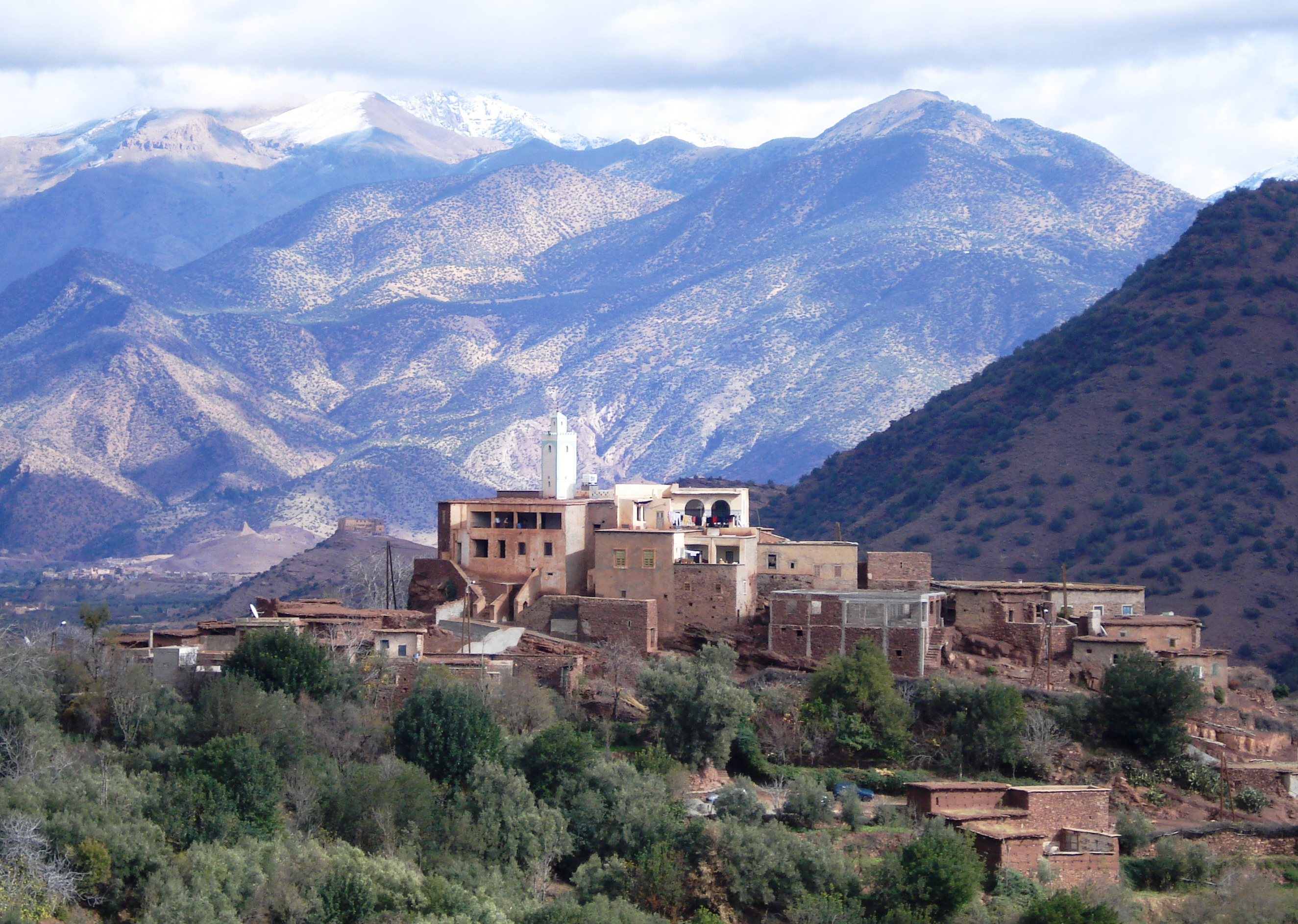
Tazalt vor der Bergkulisse des Hohen Atlas

Talat N’Yaaqoub oder Talâat N’Yakoub (Zentralatlas-Tamazight ⵜⴰⵍⴰⵜ ⵏ ⵉⵄⵇⵓⴱ Talat n Iɛqub; arabisch ثلاثاء نيعقوب) ist eine aus mehreren Dörfern bestehende Landgemeinde (commune rurale) mit insgesamt etwa 7000 Einwohnern in der marokkanischen Provinz Al Haouz in der Region Marrakesch-Safi im Hohen Atlas.

## Lage und Klima
Talat N’Yakoub liegt an der R203 am Oberlauf des Oued Nfiss in einer Höhe von etwa 1300 m. Die etwa 8 bzw. 15 km entfernten Dörfer Tinmal und Tazalt sind Teil des Gemeindegebietes. Das Klima ist wegen der Höhenlage gemäßigt bis warm; Regen (ca. 300 mm/Jahr) fällt nahezu ausschließlich im Winterhalbjahr.

## Bevölkerung
| Jahr      | 1994 | 2004 | 2014 | 2024 |
| Einwohner | 7390 | 7702 | 7866 | 7153 |

Die ortsansässige Bevölkerung besteht nahezu ausschließlich aus Berbern vom Stamm der Goundafa. Man spricht den regionalen Berberdialekt aber auch Marokkanisches Arabisch und ein wenig Französisch.

## Wirtschaft
Bis weit ins 20. Jahrhundert hinein lebten die Bewohner der Bergoase als Selbstversorger von der Landwirtschaft, zu der in hohem Maße auch die Viehzucht (Schafe, Ziegen, Hühner) gehörte; auch Kleinhandel und Handwerk spielten eine gewisse Rolle. Nach verminderten oder vollständig ausgebliebenen Regenfällen in den 1970er und 1980er Jahren sind viele Männer auf der Suche nach Arbeit in die Städte des Nordens abgewandert und unterstützen ihre daheimgebliebenen Familien mit Geldtransferleistungen; gleichzeitig haben die Einnahmen aus dem Trekking- und Wandertourismus im Gebiet des Hohen Atlas eine nicht unwesentliche Bedeutung für die wirtschaftliche Gesamtsituation der Region erlangt. Auch der Ausbau der R203 hat viel zur Entwicklung der Bergregion beigetragen.

## Geschichte
Mangels schriftlicher Aufzeichnungen ist über die ältere Geschichte des Ortes so gut wie nichts bekannt. Der im 19. Jahrhundert ins Nfiss-Tal eingewanderte Berber-Clan der Goundafa kooperierte mit den französischen Kolonialherren und bildete zeitweise ein regionales Gegengewicht zum überregionalen Machtanspruch Thami El Glaouis. Das schwere Erdbeben vom 8. September 2023 richtete im Ort und in seiner Umgebung (z. B. in Tinmal) große Schäden an.

## Sehenswürdigkeiten
- Der Ort selbst hat keinerlei Sehenswürdigkeiten, doch die almohadische Moschee von Tinmal ist unbedingt sehenswert.
- Das Dorf Tazalt bietet eine landschaftlich reizvolle Umgebung.

Umgebung
- Auf einem Hügel an der Grenze zur Nachbargemeinde Ijoukak erhebt sich eine als Agadir n’Gouf bezeichnete Kasbah des Goundafa-Clans.